# Juan Manuel Bordeu
Juan Manuel Bordeu, född 28 januari 1934 i San José de Balcarce, död 24 november 1990, var en argentinsk racerförare.

## Racingkarriär
Bordeu skulle kört i formel 1-loppet i Frankrike 1961 för BRP, men han råkade ut för en svår olycka under träningen och startade därför inte. Bilen, som var en Lotus-Climax, kördes istället av belgaren Lucien Bianchi. 
Bordeu tävlade dock i annan racing fram till 1973, varefter han blev argentinsk delegat i FISA.